# Kochánov (Stránecká Zhoř)
Kochánov (deutsch Kochanow, 1940–45 Kochans) ist ein Ortsteil der Gemeinde Stránecká Zhoř in Tschechien. Er liegt sechs Kilometer nordwestlich von Velké Meziříčí und gehört zum Okres Žďár nad Sázavou.

## Geographie
Kochánov befindet sich im südlichen Teil der Böhmisch-Mährischen Höhe am Westhang des Hügels Kopec (534 m). Nordwestlich erhebt sich der Černochov (556 m). Gegen Nordosten liegen die größeren Teiche Netínský rybník, Vrkoč und Závistský rybník, im Westen der Teich Srachovec. Südlich des Ortes verläuft die Trasse der Autobahn D1, nächste Abfahrt ist die 141 Velké Meziříčí-západ bei Lavičky.
Nachbarorte sind Netín im Norden, Závist im Osten, Lavičky im Südosten, Hrbov, Svařenov, Šeborov und Frankův Zhořec im Süden, Stránecká Zhoř im Südwesten, Pustina und Měřín im Westen sowie Blízkov und Dědkov im Nordwesten.

## Geschichte
Die erste urkundliche Erwähnung des Dorfes erfolgte im Jahre 1477, als die Eheleute Hedwig von Pohořílky und Mikuláš Češka von Meziříčko den zwischen Kochánov und Pivcova Zhoř gelegenen Wald Vidlákova Ochoz an den Richter Matěj von Martinice verkauften. Lange Zeit wurde die Gründungsurkunde des Klosters Třebíč aus dem Jahre 1101 als erster Nachweis für Kochánov angesehen. Jedoch konnte nachgewiesen werden, dass das darin aufgeführte gleichnamige Dorf südlich von Třebíč lag und später erlosch.
Kochánov gehörte ebenfalls zu den Besitzungen des Benediktinerklosters Třebíč und wurde bis 1466 von der Propstei Wollein verwaltet. Nach deren Erlöschen wurde Kochánov Teil der Herrschaft Pivcova Zhoř. Daneben bestand noch bis zum Ende des 16. Jahrhunderts des Klosterlehn Kochánov, der Hof ging dann in den Besitz des Edelmannes Bureš von Kochánov über. In der ersten Hälfte des 17. Jahrhunderts verfiel der Hof und wurde an die Herrschaft Pivcova Zhoř angeschlossen. Als 1680 der Konvent der Unbeschuhten Karmeliter der hl. Anna in Mannersdorf die Herrschaft Pivcova Zhoř an Rudolf Graf Rabatta zu Dornberg und Canal verkaufte, wurde er als wüst bezeichnet. Wenig später wurde der Hof erneuert. Im Jahre 1729 wurde Kochánov nach der Versteigerung der Herrschaft Stránecká Zhoř zu Velké Meziříčí zugeschlagen. 1827 erlosch der herrschaftliche Hof endgültig und wurde parzelliert.
Nach der Aufhebung der Patrimonialherrschaften bildete Kochánov ab 1850 einen Ortsteil der Gemeinde Netín in der Bezirkshauptmannschaft Velké Meziříčí. 1922 entstand die politische Gemeinde Kochánov mit dem Ortsteil Závist. Zu Beginn des Jahres 1961 verlor Kochánov seine Eigenständigkeit und wurde nach Stránecká Zhoř eingemeindet, zugleich wurde der Ort dem Okres Žďár nad Sázavou zugeordnet. Zwischen 1980 und 1990 gehörte Kochánov als Ortsteil zu Měřín. 1991 hatte der Ort 124 Einwohner. Im Jahre 2001 bestand das Dorf aus 41 Häusern, in denen 122 Menschen lebten.

## Sehenswürdigkeiten
- Kapelle des hl. Kyrill und Method, errichtet 1879–1885